# Boreotrophon clavatus
Boreotrophon clavatus är en snäckart som först beskrevs av Georg Ossian Sars 1878.  Boreotrophon clavatus ingår i släktet Boreotrophon, och familjen purpursnäckor. Enligt den svenska rödlistan är arten sårbar i Sverige. Arten förekommer i Götaland. Artens livsmiljö är havet.